# George Herbert Mead
George Herbert Mead (27. února 1863 – 26. dubna 1931) byl americký filosof a sociální psycholog, zástupce filosofického pragmatismu, dnes řazený ke klíčovým postavám symbolického interakcionismu. Jeho osoba bývá spojována s Univerzitou v Chicagu, je považován za jednoho ze zakladatelů sociální psychologie a větve americké sociologie.

## Život
Mead se narodil 27. února 1863 ve městě South Hadley, které se nachází ve státě Massachusetts. Byl vychován v protestantské úplné rodině střední třídy, složené z otce Hirama Meada, který byl protestantským pastorem, matky Elizabeth Meadové rozené Billingsové a jeho sestry Alice. V roce 1879 se George Mead zapsal na Oberlin College, promoval v roce 1883 s dobrými výsledky. Po promoci vyučoval čtyři měsíce na Oberlin College a následující tři roky pracoval jako inspektor pro Wisconsin Central Rail Road Company.
Na podzim roku 1887 se Mead zapsal na univerzitu v Harvardu, kde ho nejvíce zajímala filozofie a psychologie. Na Harvardu studoval s Josiahnem Roycem, který nejvíce ovlivnil jeho myšlení, a Williamem Jamesem, jehož dětem dělal soukromého učitele. V roce 1888 Mead získal na Harvardu s magisterským titul z filozofie a přestěhoval se do Lipska, aby mohl v Německu studovat u psychologa Wilhelma Wundta, od kterého se naučil koncept “gestikulace”, který byl klíčovým pro jeho pozdější práci.
V roce 1891 se Mead oženil s Helen Castleovou, sestrou jednoho přítele z Oberlin College. Navzdory tomu, že Mead nikdy nedokončil svou dizertační práci, byl schopen získat v roce 1891 post na univerzitě v Michiganu, kde se seznámil s Charlesem H. Cooleym a Johnem Deweym, oba dva na něj měli nemalý vliv. V roce 1894 se Mead společně s Deweym přestěhovali na Universitu v Chicagu, kde Mead učil až do své smrti. Deweyův vliv na Meada vyústil v edukační theorii, jejich názory se však brzy rozešly a Mead rozvíjel svou známou psychologickou teorii o myšlení, self (osobnosti) a společnosti.
Mead nebyl “uzavřeným” filozofem, byl aktivní v Chicagské škole a politice; mezi jeho aktivity lze zařadit práci pro City Club of Chicago. Věřil, že věda může být použita při řešení sociálních problémů a hrát klíčovou roli při vedení výzkumu přistěhovalců v Chicagu. 
Zemřel na selhání srdce 26. dubna 1931.

## Dílo
Během jeho života mu nevyšla žádná kniha, veškeré jeho publikace byly vydány posmrtně na základě přednášek, rukopisů či vydaných článků. Na popularizaci jeho díla se významně podílel mj. Herbert Blumer. V 80. letech 20. století zaznamenalo Meadovo dílo renesanci zájmu především v Německu a Spojených státech amerických.
- Seznam děl v Souborném katalogu ČR, jejichž autorem nebo tématem je George Herbert Mead
- Myšlení, já a společnost (1932)

- Filosofie činu (1938)

- Filosofie přítomnosti (1959)

## Sociální behaviorismus
Tato teorie vychází z přesvědčení, že ačkoliv má člověk své přírodní a přirozené dispozice a předpoklady, jeho osobnost a vědomí jsou převážně produktem interakce ve společnosti. Člověk na rozdíl od zvířete není přirozenou přírodní bytostí, ale je osobností, která je schopná plánovat své jednání, rozhodovat se mezi možnostmi, odkládat své jednání do budoucnosti, aktivně reflektovat svou minulost a významně se podílet na svém vlastním vývoji.
Meadovým klíčovým problémem je vztah mezi člověkem a sociální skupinou. V sociální skupině probíhá sociální interakce. Sociální interakce ve skupině je klíčová pro utváření osobnosti a vědomí člověka. Člověk je člověkem pouze pokud má osobnost a vědomí.
Jestliže je pro utváření osobnosti a vědomí klíčová interakce v sociální skupině, pak to znamená, že člověk se může stát člověkem pouze ve společnosti, v sociální skupině. Sociální prostředí působí na člověka různými stimuly, na základě kterých člověk jedná. Stimuly pocházející ze sociálního prostředí však nevedou k jednání přímo; mezi stimulem a reakcí je vsunut proces, kterým člověk tento stimul interpretuje (proces interpretace). Způsoby, jak je možné interpretovat stimuly, však nejsou libovolné. Člověk interpretuje stimuly přicházející ze sociálního prostředí na základě toho, jak byl sociální skupinou naučen je interpretovat.

### Self
Souhrn toho, co se člověk v interakci v sociální skupině učí, nazývá Mead Self, které je možné přeložit jako osobnost, jedná se ovšem o osobnost ve smyslu procesu utváření osobnosti. Tato osobnost se vynořuje v interakci. Mead totiž vychází z toho, že Self je proces, který nikdy nekončí. Člověk proto není žádná hotová sociální bytost vybavená nějakou stálou strukturou vědomí. Proces utváření osobnosti se děje prostřednictvím socializace.

### Dvě stadia socializace – play x game
Self se vynořuje v procesu socializace. Mead rozeznává dvě stadia socializace, která vysvětluje na hře.

#### Play
Prvním stadiem socializace je hra typu play (hraní). Hraní je pojímáno jako něco poměrně volného a nezávazného. Aby si děti mohly hrát na něco, je nutná jen a) existence rozmanitých různorodých rolí, b) schopnost hrajících si přebírat role. Hraní je vždy hraním si na něco. Dítě si hraje na matku, na doktora atd. V procesu tohoto hraní je schopné přebírat role těch, na které si hraje. Jestliže si dítě hraje např. na otce, je schopné vyvolávat v sobě reakce, které odpovídají roli otce. Hraní je tedy definováno pouze rolemi, které nejsou mezi sebou nijak závislé. Důležitou roli sehrávají tzv. významní druzí. Významní druzí jsou konkrétní lidé, se kterými má dítě konkrétní zkušenost. Jsou jimi konkrétní rodiče, sourozenci, učitelé apod. Dítě přejímá jejich konkrétní výkon role a jejich konkrétní postoje.

#### Game
Druhým stadiem socializace je hra typu game. V tomto stadiu si už dítě nehraje samo, bez ohledu na ostatní, nýbrž hraje hru s ostatními. Každá hra, hraje-li se s ostatními, musí mít nějaká pravidla, nějakou organizaci. Hra je tedy vždy organizovaná. Musí být hrána podle pravidel. Hra typu game je definována pravidly. To současně znamená, že je pravidly omezena; naše reakce jsou omezeny tím, že musíme brát v úvahu také reakce ostatních ve hře. Hra typu game je organizována tak, že postoj jednoho individua vyvolává přiměřenou reakci druhého. Činnosti lidí ve hře jsou navzájem závislé. Protože všichni účastníci hry chtějí hrát hru, dodržují pravidla, a tak nedochází ke konfliktu.
Ve hře typu game už nehrají důležitou roli významní druzí, ale tzv. generalizovaný (zobecněný) druhý. Generalizovaný druhý je souhrnem postojů dané skupiny (nebo společnosti) jako celku. Relativní stálost generalizovaného druhého je způsobená především abstraktností pravidel, která jsou v něm zosobněná. Sociální postoje generalizovaného druhého se v průběhu socializace stávají součástí Self. Této součásti Self říká Mead Me. Bez generalizovaného druhého nemůže Self vzniknout.
Podle Meada člověk na rozdíl od zvířete není přirozenou přírodní bytostí, ale je osobností vybavenou Self a vědomím. Mít Self a vědomí podle Meada znamená, že člověk má vědomí sama sebe. To znamená, že je schopen pohlédnout na sebe jako na objekt, reflektovat své vlastní jednání, plánovat své jednání a rozhodovat se mezi možnostmi. Kromě toho však mít Self a vědomí také znamená, že člověk je schopen pohlédnout na druhé jako na objekty. To znamená, že je schopen zaujmout roli druhého, představit si sebe v roli druhého, a tak rozumět sociálním situacím. Obě tyto schopnosti se člověk učí v procesu socializace, tedy v hrách typu play a hlavně game.

### Self (Me/I) a společnost
Ta část Self, kterou Mead označuje jako Me, dává Self jednotu a relativní stálost. Self nikdy nemůže vzniknout mimo vztah k sociální skupině, jejímž je nositel Self členem. Rozvinutá osobnost (Self) může vzniknout jen ve skupinách, která používají abstraktní pravidla.
Me dává Self jednotu a relativní stálost prostřednictvím postoje sociální skupiny (tedy Me), tak jedinečná individuální složka, kterou Mead nazývá I, obě tyto složky se nacházejí uvnitř Self. I je tvořivým a aktivním činitelem, který se podílí na interpretaci a jednání nositele konkrétního Self. Podle Meada probíhá uvnitř Self proces, při kterém I tvořivě a aktivně reaguje na stimuly pocházející ze sociálního prostředí. I sice reaguje tvořivě a aktivně, ovšem nikoliv libovolně; reaguje totiž skrze Me (tedy skrze postoje skupiny nebo společnosti). I se vytváří postupně s tím, jak se v procesu socializace a sociálního učení člověk učí nereagovat na situace instinktivně jako zvíře, ale na základě svých sociálních zkušeností, které během života získává. Lze říci, že v průběhu života se člověku jeho instinkty mění v sociální postoje.
Podle Meada je Self vždy rozpornou jednotou I a Me. Me není mechanickou reakcí na stimul. Je to spíše morální závazek pro určitý způsob chování, které je komunitou očekáváno. Me je tedy jakousi sociální kontrolou, která stanovuje limity chování.
Složka Me v Self je tvořena postoji sociální skupiny nebo společnosti. Tyto postoje vytvářejí souhrn, kterému Mead říká generalizovaný druhý. Generalizovaného druhého si tedy můžeme představit jako sociální skupinu nebo společnost. Sociální postoje sociální skupiny nebo společnosti jsou stálé jen relativně. Ve skutečnosti se přetvářejí v důsledku toho, jak jednotlivá individua jednají a tvořivě (svou složkou I) reagují na stimuly pocházející ze sociálního prostředí. Proto lze říci, že nejenom Self, ale i skupina nebo společnost jsou procesem.
Sociální postoje sociální skupiny a společnosti jsou pro rozvoj Self člověka klíčové. Mead klade na vliv sociální skupiny velký důraz. Složku Me uvnitř Self považuje za prvořadou. Nechce se však vzdát ani individuální tvořivosti, proto mluví o aktivní a tvořivé složce I. Svou pozornost však věnuje především složce Me, což lze přisoudit tendencím, které v kulturně a sociálně rozrůzněné situace americké společnosti vyvolávají nutnost hledat způsob, jak v takové situaci společnost integrovat.